# حبة (صيدلة)

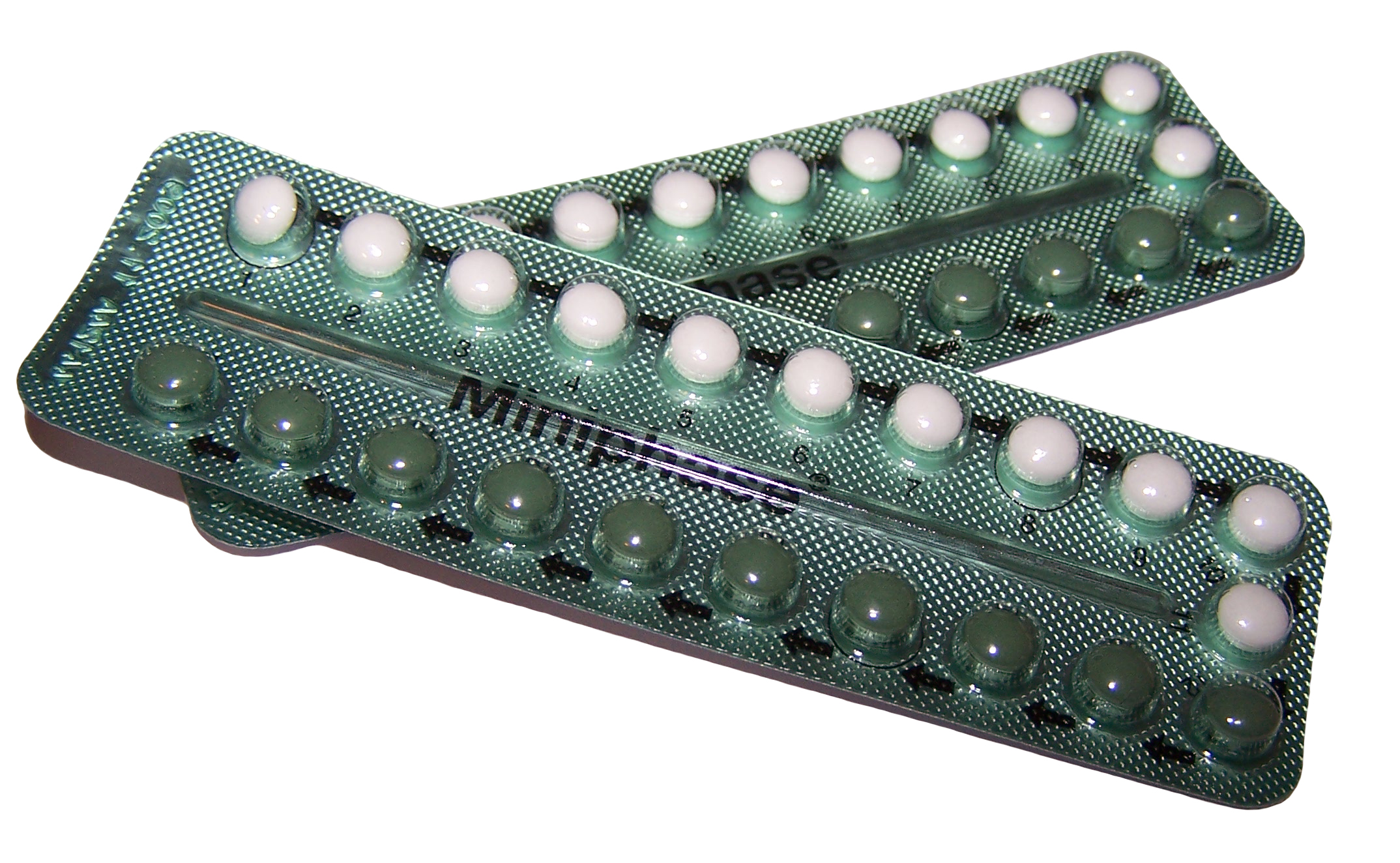
"الحبة"، هو لقب عام لحبوب منع الحمل المركبة (COCP)

حبة الدواء كانت تعرف في المقام الأول شكل من أشكال الجرعات الدوائية الفموية الصغيرة والمدورة والصلبة والتي كانت تستعمل قبل مجيء الأقراص والكبسولات.

## روابط خارجية
- Duke University History of Medicine collections
- Pills and pill-making - Museum of the Royal Pharmaceutical Society of Great Britain